# الذكاء اليهودية الاشكنازية
الذكاء اليهودي الأشكناز ، الذي يشار إليه غالبًا باسم "العبقرية اليهودية"،  هو موضوع يستكشف التصور القائل بأن اليهود الأشكناز يميلون إلى امتلاك ذكاء أعلى من جميع المجموعات العرقية الأخرى ويتفوقون بشكل غير متناسب في العديد من المجالات وكان موضوعًا للجدل العلمي في بعض الأحيان.
تم حساب متوسط معدل الذكاء لليهود الأشكناز على أنه يتراوح بين 108-115 في بعض الدراسات، وهو ما سيكون أعلى بكثير من أي مجموعة عرقية أخرى في العالم. 